# Гландор

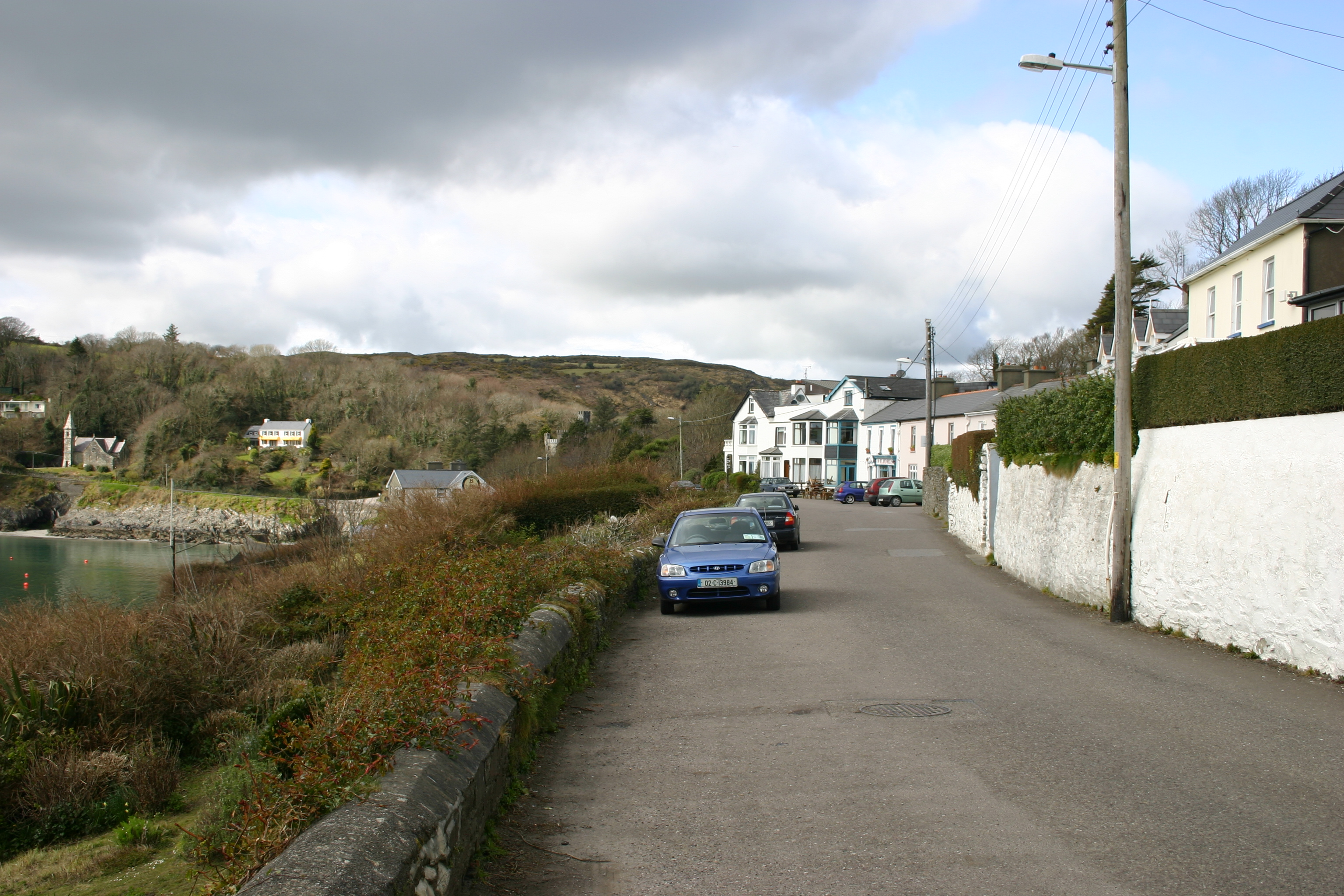

Гландор (англ. Glandore; ирл. Cuan Dor, «злотая гавань» или ирл. Cuan Daire, «дубовая гавань») — деревня и гавань в Ирландии, находится в графстве Корк (провинция Манстер).
Каждый нечётный год во вторую неделю июля проводится регата Glandore Classic Boat Regatta.
В полутора милях от деревни находится один из самых посещаемых мегалитов Ирландии, Дромбег.